# Sarnówek (województwo warmińsko-mazurskie)
Sarnówek – osada w Polsce położona w województwie warmińsko-mazurskim, w powiecie iławskim, w gminie Iława.
W latach 1975–1998 miejscowość należała administracyjnie do województwa olsztyńskiego.
Znajduje się tu ośrodek wypoczynkowy TVP S.A.